# Sergiy Gladyr
Sergiy Gladyr (conhecido em seu pais como Сергій Гладир) nasceu no dia 17 de Outubro de 1989 na cidade de Mylolayiv. Sendo assim um jogador profissional de basquetebol de nacionalidade ucraniana que foi draftado Atlanta Hawks mas nunca atuou na NBA.